# Voyage (película)
Voyage (en chino: 遊) es una película de 2013 del aclamado cineasta de Hong Kong Scud, cuyo nombre de producción es Danny Cheng Wan-Cheung. Se describe como "una historia trágica sobre el amor, el destino y la lucha por perder a los seres queridos", y recibió su estreno mundial el 20 de octubre de 2013 en el Festival Internacional de Cine de Chicago. Se filmó en Hong Kong, Mongolia, Malasia, Australia, Alemania y los Países Bajos, y es la primera película del director realizada parcialmente fuera de Asia, y también la primera filmada principalmente en idioma inglés. Explora varios temas tradicionalmente considerados "tabú" en la sociedad de Hong Kong de una manera inusualmente abierta y desafiante de las convenciones, y presenta desnudez masculina frontal total en varias escenas. Es la quinta de las siete películas estrenadas públicamente por Scud. Las otras seis películas son: City Without Baseball en 2008, Permanent Residence en 2009, Amphetamine en 2010, Love Actually... Sucks! en 2011, Utopians en 2015 y Thirty Years of Adonis en 2017. La octava película, Apostles, se realizó en 2022, al igual que la novena, Bodyshop, pero ninguna de las dos se ha estrenado aún. La décima y última película, Naked Nations: Hong Kong Tribe, se encuentra actualmente en producción.

## Trama
Voyage se centra en un joven psiquiatra (interpretado por Ryo van Kooten) que abandona Hong Kong para embarcarse en un largo viaje en solitario desde Hong Kong a lo largo de la costa del sudeste asiático para intentar superar la agitación emocional que ha experimentado en sus relaciones con antiguos clientes. Mientras viaja, intenta repasar sus experiencias haciendo un registro detallado de sus historias y decide visitar esos lugares él mismo.
El director de la película, Scud, explicó que la idea de la película "surgió de mis propios pensamientos sobre el suicidio. Una vez, pensé en caminar por el desierto central de Australia hasta quedar exhausto y morir de una manera miserable. Estos pensamientos me hicieron pensar en personas similares en esta situación". Continuó diciendo que "Todos los episodios son independientes entre sí y las historias se basan en experiencias reales por las que han pasado algunos de los actores que aparecen en la película. Tener un elenco internacional y ubicaciones en todo el mundo es apropiado porque la depresión y el suicidio son temas universales".  

## Reparto principal
- Ryo van Kooten... Ryo
- Sebastián Castro ... Sebastián
- Adrian Ron Heung ... Adrián
- Leon Hill... El padre de Ryo
- Haze Leung... Ming
- Byron Pang ... Yuan
- Jason Poon... Jiba
- Debra Baker ... Suzanna Schwaering
- Siu Yam-yam ... Dama Roja
- Linda Así Que... Linda So
- Leni Speidel... Leni

## Producción de Voyage
El rodaje de Voyage comenzó en septiembre de 2011 en la ciudad de Hannover, en Alemania, y fue la primera película de Scud ambientada fuera de Asia. Está protagonizada por el actor, cantante y artista visual peruano-japonés estadounidense Sebastián Castro, muy popular en Asia, quien también fue el encargado de producir algo de arte original para la película.
Voyage cuenta con la participación de muchos de los colegas de Scud de películas anteriores, como los actores Byron Pang, Haze Leung, Adrian "Ron" Heung y Linda So, así como de varios miembros del personal técnico, como el director de fotografía, Charlie Lam, que trabajó en la película de Scud de 2010, Amphetamine. Durante el rodaje, Scud dijo: "Estoy disfrutando mucho filmando en Europa porque la gente es muy cinéfila. Puedo verme volviendo a filmar en Europa nuevamente". El episodio alemán incluye apariciones de la actriz británica Debra Baker (Junkhearts) y la actriz alemana Leni Speidel, quien también fue la directora de producción para el rodaje en Europa. 

## DVD
Una edición de dos discos de Voyage de Sky Digi Entertainment (Taiwán) se lanzó internacionalmente en DVD el 29 de septiembre de 2014.